# Nicolò-Teresio Ravera
Nicolò-Teresio Ravera (Alessandria, Piemont, 1851 - 1929) fou un pianista i compositor italià. Estudià música en el Conservatori de Milà, dedicant-se especialment al piano, i el 1870 aconseguí el primer premi. Va efectuar gires artístiques per Europa i Amèrica com a pianista. A Nova York publicà; Tornero, romança per a soprano, i Il canto dell'asule, per a tenor; a París donà a la premsa diverses obres per a piano. A més, és autor, d'una simfonia a gran orquestra. També va escriure per al teatre, havent estrenat les operetes següents: Une folle journée (1888); Lucette et Colin (1888); Fiamma (Alessandria, 1890); Le divorce de Pierrot (1892); Pierette somnambule (1900), i La sortie de Bridoye (1902).